# Cicheng (köpinghuvudort i Kina, Zhejiang Sheng, lat 29,98, long 121,44)
Cicheng (kinesiska: 慈城镇, 慈城) är en köpinghuvudort i Kina. Den ligger i provinsen Zhejiang, i den östra delen av landet, omkring 130 kilometer öster om provinshuvudstaden Hangzhou. Antalet invånare är 67 640. Befolkningen består av 32 690 kvinnor och 34 950 män. Barn under 15 år utgör 10,0 %, vuxna 15-64 år 79 %, och äldre över 65 år 10,0 %.
Runt Cicheng är det tätbefolkat, med 636 invånare per kvadratkilometer. Närmaste större samhälle är Ningbo, 15,6 km sydost om Cicheng. Trakten runt Cicheng består till största delen av jordbruksmark.
Genomsnittlig årsnederbörd är 1 996 millimeter. Den regnigaste månaden är juni, med i genomsnitt 338 mm nederbörd, och den torraste är januari, med 70 mm nederbörd.